# Ivo Budil
Ivo Budil (12. května 1933, Praha – 23. října 2007, Praha) byl český rozhlasový redaktor, novinář a popularizátor vědy. Byl členem Rady pro popularizaci vědy Akademie věd České republiky. Většinu svého života zasvětil rozhlasové práci.

## Životopis
Vystudoval žurnalistiku na Filozoficko-historické fakultě (dnešní Filozofická fakulta) Univerzity Karlovy,. Diplomová práce z roku 1955 nese název „Světový názor českého geologa Jana Krejčího, pokrokového myslitele druhé poloviny XIX. stol.“ Do Československého rozhlasu nastoupil v roce 1955. Jako redaktor, později po odchodu Josefa Branžovského jako vedoucí redaktor, působil v jeho Redakci vědy a techniky. V roce 1974, v rámci etapově probíhajících normalizačních čistek v Československém rozhlase, byl propuštěn; živil se jako skladník a strojník. V letech 1980–1990 působil jako redaktor časopisu Vesmír. Zde mimo jiné měl na starosti pravidelnou rubriku "Stalo se ve světové vědě".
Byl nadšeným popularizátorem kosmonautiky a v jejím rámci připravil značný počet besed, rozhlasových pořadů a Rozhlasových univerzit, které vyšly i knižně. Negativně se vyjadřoval proti pavědě, čarodějnictví, luciferismu, satanismu a některým náboženským hnutím obecně považovaným v té době za sekty, například o Sóka gakkai nebo Církvi sjednocení.
V roce 1990 se vrátil zpět do rozhlasu opět do své původní pracovní pozice – jako vedoucí Redakce vědy a techniky. Od roku 1992 připravoval na stanici Český rozhlas 2 – Praha legendární týdeník Meteor, jehož redakci převzal po Josefu Kleiblovi a jeho nástupcích. Od roku 2005 působil jako externí redaktor Českého rozhlasu Leonardo. Každý den připravoval do dopoledního vysílání desetiminutové rozhovory s předními českými vědci.

## Planetka 29738 Ivobudil
Po Ivo Budilovi byla pojmenována planetka Ivobudil (č. 29738). Objevili ji 23. ledna 1999 na Kleti Jana a Miloš Tichý, své jméno dostala v roce 2002 ve veřejné soutěži na návrh Petra Sobotky.